# Cinema Sinjoor (Antwerpen)
Cinema Sinjoor en Club 1-2-3-4 waren bioscopen in de Anneessensstraat 20 te Antwerpen als opvolgers van Cinema Ambassades.

## Geschiedenis
Cinema Ambassades opende als een enkele zaal met 450 plaatsen in 1948. De zaal bevond zich in een pand waar vanaf 1890 Hotel Flora was gevestigd. Na Wereldoorlog I werd het een multifunctionele horecagelegenheid met vergaderzalen. Paleizenbouwer Rie Haan verbouwde het in een volgende stap in opdracht van de groep De Backer tot Cinema Ambassades.
De bioscoop kwam in 1966 in handen van Georges Heylen.
In 1980 werden er ondergronds vier kleine zalen toegevoegd met respectievelijk 73, 54, 60 en 81 plaatsen onder de namen Club 1 tot en met 4.
Deze laatsten gebruikten een systeem van backgroundprojectie met een spiegel door gebrek aan ruimte.
In 1992 hernoemde het Rex Concern de zaal Ambassades in Sinjoor na verkoop van de Sinjoor (ex Pathe) op De Keyserlei.
De vier Club cinema's sloten op 27 august 1993 en Cine Sinjoor sloot op 3 september 1993.